# Ollers (Gerona)
Ollers es una entidad de población española perteneciente al municipio gerundense de Vilademuls, en la comunidad autónoma de Cataluña.

## Historia
Contaba hacia mediados del siglo XIX con 49 habitantes. En 2021 tenía 67 habitantes. Formada por varias casas diseminadas, aparece descrita —bajo la denominación «Olles»— en el decimosegundo volumen del Diccionario geográfico-estadístico-histórico de España y sus posesiones de Ultramar de Pascual Madoz de la siguiente manera:

OLLES: l. en la prov., part. jud. y dióc de Gerona (3 1/2 leg.), aud. terr. y c. g. de Barcelona (23), ayunt. de Vilademuls (3/4): sit. en el centro de varias colinas que le rodean y limitan su orizonte; le combaten con frecuencia los vientos del N. y O.; el clima es sano y templado, y las enfermedades comunes son fiebres intermitentes. Tiene 28 casas diseminadas: una igl. parr. (San Martin), de la que son ajenas las capillas de San Sebastian y Sta. Catalina, servida por un cura de ingreso de provision real y ordinaria; un cementerio en paraje ventilado. El térm. confina N. Vilert; E. Orfans; S. Gallinés, y O. Viladémi. El terreno es arcilloso, de secano, la parte montuosa se halla poblada de pinos, arbustos y mata baja; discurre por él un arroyo nombrado Remirol, cuyas aguas se aprovechan para el riego de los huertos; le cruzan varios caminos locales de herradura,en muy mal estado. El correo se recibe de la capital. prod.: trigo, legumbres, vino, aceite y hortalizas; cria caza de perdices, conejos y liebres. pobl.: 16 vec., 49 alm. cap. prod.: 1.677,000 rs. imp.: 41,940.
(Madoz, 1849, p. 271)